# Angela White
Angela Gabrielle White (Sydney, 4 maart 1985, is een Australische pornoactrice en regisseuse. Ze is opgenomen in de AVN Hall of Fame en de XRCO Hall of Fame en werd in 2020 AVN's eerste drievoudige Female Performer of the Year.

## Opleiding
White studeerde in 2010 af aan de Universiteit van Melbourne met een eersteklas graad in genderstudies. Daar deed ze onderzoek naar de ervaringen van vrouwen in de Australische porno-industrie. White's honoursscriptie, "The Porn Performer: The Radical Potential of Pleasure in Pornography", werd in 2017 gepubliceerd in The Routledge Companion to Media, Sex and Sexuality.

## Carrière
Angela White begon haar carrière in de porno-industrie in 2003.  Haar eerste scène werd kort na haar 18e verjaardag door Score opgenomen. In 2013 lanceerde White haar officiële website, angelawhite.com.
In oktober 2014 tekende Angela White een contract met de lesbische pornostudio Girlfriends Films. In diezelfde maand maakten de makers van Fleshlight, een nep-vagina masturbatiespeeltje voor mannen, bekend dat Angela White hun nieuwste Fleshlight Girl was. Ze werd daarmee de eerste Australische Fleshlight Girl.
In september 2016 zei White in een interview met XBIZ dat ze naar de Verenigde Staten was verhuisd en getekend had bij Spiegler Girls om films te maken voor studio's als Brazzers, Naughty America en Jules Jordan.
In januari 2018 was White mede-gastvrouw van de 35e AVN Awards Show in Las Vegas, samen met komiek Aries Spears en webcammodel Harli Lotts.
White is nog steeds actief als pornoactrice en was al in meer dan 1100 seksfilms te zien.